# The Curse of Sleeping Beauty
The Curse of Sleeping Beauty (en castellano, La Maldición de la Bella Durmiente) es una película de terror y fantasía estadounidense de 2016 dirigida por Pearry Reginald Teo y escrita por Teo junto a Josh Nadler. La película está protagonizada por Ethan Peck, India Eisley y Natalie Hall. Está basado en un cómic del mismo nombre de Everette Hartsoe y la historia La bella durmiente de los hermanos Grimm y Charles Perrault.
El rodaje tuvo lugar en Los Ángeles, California. La película fue lanzada por 2B Films el 13 de mayo de 2016.

## Argumento
Thomas Kaiser, un pintor, tiene sueños recurrentes en los que ve a una hermosa niña dormida (India Eisley), pero no puede despertarla. Cuando intenta besarla, siempre se distrae con la visión de un edificio extraño y se despierta con parálisis del sueño. Un día, recibe una llamada telefónica de un bufete de abogados que le informa de una herencia de su tío separado, Clive.
A Thomas se le informa que su tío se suicidó, dejándole una carta y una propiedad conocida como Kaiser Gardens. La carta le dice que nunca vaya a los niveles inferiores del edificio y que la familia está maldita. Thomas se sorprende al descubrir que la propiedad heredada es el mismo edificio de sus sueños. Mientras está en Kaiser Gardens, Thomas se encuentra con una inmobiliaria, Linda (Natalie Hall), que le da las llaves y le hace una serie de preguntas. Esa noche, mientras duerme en la propiedad, sueña con la niña dormida y esta vez es capaz de besarla y despertarla. Ella le dice que su nombre es Briar Rose y que pueden comunicarse ahora que están cerca en el mundo físico. Tiene un falso despertar de un ataque del Demonio Velado. Se despierta de la pesadilla con Billings (Scott Alan Smith), un tasador que llama a la puerta principal. El tasador le dice que muchas personas desaparecieron en la casa, pero la policía no encontró nada. Thomas explora la casa y encuentra maniquíes y un santuario de puerta inamovible.
Más tarde, mientras investiga la propiedad, Thomas se derrumba. Descubre una nota de Linda sobre un intento de tasación anterior. Él la confronta y ella le informa que su hermano desapareció en la casa. Thomas se derrumba de nuevo y sueña con Rose. Ella le dice que debe despertarla y que la propiedad pertenece a su línea de sangre. Thomas se despierta, Linda le informa que, según su investigación, ahora está atado a la propiedad de manera sobrenatural y morirá si deja Kaiser Gardens demasiado tiempo. Regresan a la propiedad y abren la puerta del santuario y, usando la sangre de Thomas, revelan una habitación. Abren un libro con sellos y son atacados por los maniquíes de la casa. Escapan de la casa con el libro y son rescatados por Richard Meyers (Bruce Davison), un investigador paranormal, amigo de Linda.
Richard le dice a Thomas que fueron atacados por un djinn y que los djinn pueden poseer objetos inanimados. Thomas cree que debe despertar a Rose para romper la maldición. Contrataron a Daniel (James Adam Lim), un conocido de Linda para descifrar el libro encontrado en Kaiser Gardens. Billings regresa a la propiedad y es asesinado por el Demonio Velado. Descubren que la maldición familiar se remonta a las Cruzadas y un djinn puso a Rose en un sueño eterno. El grupo deduce que Iblis la quiere y deben matar al Demonio Velado y despertar a Rose.
Thomas, Linda y Richard regresan a Kaiser Gardens y abren una segunda puerta detrás de la sala del santuario. Linda y Richard distraen al demonio velado mientras Thomas encuentra e intenta despertar a Rose. Incapaz de despertar a Rose con un beso, Thomas usa su sangre. Rose se despierta, luego besa y ataca a Thomas. Rose mata al Demonio Velado, pero antes de hacerlo, les dice que la línea de sangre de Thomas 'almacena' muchos demonios, que Rose convocará para desatar en el mundo. Rose afirma que no los matará para que puedan ver la oscuridad que se avecina y comienza a despertar a los demonios en la línea de sangre de Thomas. Mientras tanto, después de que se descifra el texto completo del libro, Daniel lee la maldición de que el despertar de los demonios en el linaje de Thomas desencadenará el Apocalipsis.

## Reparto
- Ethan Peck como Thomas Kaiser
- Natalie Hall como Linda Coleman
- India Eisley como Briar Rose
- Bruce Davison como Richard Meyers
- James Adam Lim como Daniel
- Zack Ward como Nathan
- Scott Alan Smith como Billings
- Cyd Strittmatter como Dr. Wessley
- Mim Drew como Katherine Braxton
- Dallas Hart como Luke Coleman
- Madelaine Petsch como Eliza
- Ryan Egnatoff como el demonio velado
  - Elizabeth Knowelden como la voz del demonio velado
- TJ Vindigni como maniquí
- Anna Harr como Young Briar Rose
- Olya Lvova como asistente de Katherine
- Jacqueline Goehner como secretaria
- Pearry Reginald Teo como Shadow Djinn
- Marc Bowen como médico
- Alexandra Bard como mujer hundida

## Lanzamiento
La película se estrenó el 13 de mayo de 2016 (viernes 13) en los Estados Unidos.

## Recepción
La película ha recibido críticas en su mayoría negativas. En Rotten Tomatoes, la película tiene una calificación del 15% basada en 13 reseñas y una calificación promedio de 3.9/10. La película tiene un 4.2/10 en iMDb. Luke Thompson de Forbes criticó la película diciendo que "se fractura más que un cuento de hadas". Frank Scheck de The Hollywood Reporter calificó la película como una "película de terror cursi ... lo suficiente como para hacer dormir a cualquiera".

## Serie de televisión
En octubre de 2017, se anunció una serie de televisión basada en la película que está en desarrollo.